# NVA Showcase 2020
Lo NVA Showcase 2020 si è svolto dal 5 al 9 novembre 2020: al torneo hanno partecipato 8 squadre di club statunitensi e la vittoria finale è andata per la prima volta agli Utah Stingers.

## Regolamento
La competizione vede le 8 squadre provenienti dalla NVA affrontarsi in un round-robin divise in due gironi 4 squadre ciascuno, conclusi i quali le terze e quarte classificate accedono agli ottavi di finale, le seconde qualificate accedono direttamente ai quarti di finale e le prime classificate accedono direttamente alle semifinali.

## Squadre partecipanti
| American Conference | National Conference |
| ------------------- | ------------------- |
| LA Blaze            | Las Vegas Ramblers  |
| Ontario Matadors    | OC Stunners         |
| Texas Tyrants       | Southern Exposure   |
| Utah Stingers       | Team Freedom        |

## Torneo

### Fase a gironi

#### Gruppo A

##### Risultati
| 5 novembre 2020 Utah Athletic Center, North Salt Lake Durata: ? - Spettatori: ? | Utah Stingers    | 3 - 2 | Ontario Matadors | 29-27, 21-25, 17-25, 25-16, 15-12 |
| 5 novembre 2020 Utah Athletic Center, North Salt Lake Durata: ? - Spettatori: ? | LA Blaze         | 1 - 3 | Ontario Matadors | 22-25, 25-22, 22-25, 28-30        |
| 5 novembre 2020 Utah Athletic Center, North Salt Lake Durata: ? - Spettatori: ? | Utah Stingers    | 3 - 0 | Texas Tyrants    | 26-24, 25-21, 25-21               |
| 6 novembre 2020 Utah Athletic Center, North Salt Lake Durata: ? - Spettatori: ? | LA Blaze         | 1 - 3 | Texas Tyrants    | 14-25, 26-28, 25-19, 18-25        |
| 6 novembre 2020 Utah Athletic Center, North Salt Lake Durata: ? - Spettatori: ? | Ontario Matadors | 3 - 2 | Texas Tyrants    | 25-23, 22-25, 25-17, 24-26, 20-18 |
| 6 novembre 2020 Utah Athletic Center, North Salt Lake Durata: ? - Spettatori: ? | Utah Stingers    | 3 - 2 | LA Blaze         | 20-25, 25-18, 19-25, 25-19, 15-11 |

##### Classifica
| Pos | Squadra          | Pt | G | V | P | SV | SP | Ratio | PF | PS | Ratio |
| --- | ---------------- | -- | - | - | - | -- | -- | ----- | -- | -- | ----- |
| 1   | Utah Stingers    | 7  | 3 | 3 | 0 |    |    |       | -  | -  | -     |
| 2   | Ontario Matadors | 6  | 3 | 2 | 1 |    |    |       | -  | -  | -     |
| 3   | Texas Tyrants    | 4  | 3 | 1 | 2 |    |    |       | -  | -  | -     |
| 4   | LA Blaze         | 1  | 3 | 0 | 3 |    |    |       | -  | -  | -     |

#### Gruppo B

##### Risultati
| 5 novembre 2020 Utah Athletic Center, North Salt Lake Durata: ? - Spettatori: ? | OC Stunners       | 3 - 0 | Southern Exposure  | 25-13, 25-14, 25-17               |
| 5 novembre 2020 Utah Athletic Center, North Salt Lake Durata: ? - Spettatori: ? | Team Freedom      | 2 - 3 | Las Vegas Ramblers | 25-23, 25-27, 23-25, 25-19, 12-15 |
| 5 novembre 2020 Utah Athletic Center, North Salt Lake Durata: ? - Spettatori: ? | OC Stunners       | 3 - 0 | Las Vegas Ramblers | 25-13, 25-17, 25-22               |
| 6 novembre 2020 Utah Athletic Center, North Salt Lake Durata: ? - Spettatori: ? | Team Freedom      | 3 - 1 | Southern Exposure  | 25-18, 25-23, 22-25, 25-22        |
| 6 novembre 2020 Utah Athletic Center, North Salt Lake Durata: ? - Spettatori: ? | Southern Exposure | 0 - 3 | Las Vegas Ramblers | 23-25, 15-25, 17-25               |
| 6 novembre 2020 Utah Athletic Center, North Salt Lake Durata: ? - Spettatori: ? | OC Stunners       | 3 - 0 | Team Freedom       | 25-17, 25-21, 25-23               |

##### Classifica
| Pos | Squadra            | Pt | G | V | P | SV | SP | Ratio | PF | PS | Ratio |
| --- | ------------------ | -- | - | - | - | -- | -- | ----- | -- | -- | ----- |
| 1   | OC Stunners        | 9  | 3 | 3 | 0 |    |    |       | -  | -  | -     |
| 2   | Las Vegas Ramblers | 5  | 3 | 2 | 1 |    |    |       | -  | -  | -     |
| 3   | Team Freedom       | 4  | 3 | 1 | 2 |    |    |       | -  | -  | -     |
| 4   | Southern Exposure  | 0  | 3 | 0 | 3 |    |    |       | -  | -  | -     |

### Fase finale
|  | Ottavi            | Ottavi |  |  | Quarti             | Quarti |  |             | Semifinali         | Semifinali |  |                 | Finale             | Finale |
|  |                   |        |  |  |                    |        |  |             |                    |            |  |                 |                    |        |
|  | Team Freedom      | 3      |  |  |                    |        |  |             |                    |            |  |                 |                    |        |
|  | Team Freedom      | 3      |  |  |                    |        |  |             |                    |            |  |                 |                    |        |
|  | LA Blaze          | 1      |  |  | Ontario Matadors   | 0      |  |             |                    |            |  |                 |                    |        |
|  | LA Blaze          | 1      |  |  | Ontario Matadors   | 0      |  |             |                    |            |  |                 |                    |        |
|  |                   |        |  |  | Team Freedom       | 3      |  |             |                    |            |  |                 |                    |        |
|  |                   |        |  |  | Team Freedom       | 3      |  |             |                    |            |  |                 |                    |        |
|  |                   |        |  |  |                    |        |  | OC Stunners | 3                  |            |  |                 |                    |        |
|  |                   |        |  |  |                    |        |  | OC Stunners | 3                  |            |  |                 |                    |        |
|  |                   |        |  |  |                    |        |  |             | Team Freedom       | 2          |  |                 |                    |        |
|  |                   |        |  |  |                    |        |  |             | Team Freedom       | 2          |  |                 |                    |        |
|  |                   |        |  |  |                    |        |  |             |                    |            |  |                 |                    |        |
|  |                   |        |  |  |                    |        |  |             |                    |            |  |                 |                    |        |
|  |                   |        |  |  |                    |        |  |             |                    |            |  |                 |                    |        |
|  |                   |        |  |  |                    |        |  |             |                    |            |  |                 |                    |        |
|  |                   |        |  |  |                    |        |  |             |                    |            |  | OC Stunners     | 1                  |        |
|  |                   |        |  |  |                    |        |  |             |                    |            |  | OC Stunners     | 1                  |        |
|  |                   |        |  |  |                    |        |  |             |                    |            |  |                 | Utah Stingers      | 3      |
|  |                   |        |  |  |                    |        |  |             |                    |            |  |                 | Utah Stingers      | 3      |
|  |                   |        |  |  |                    |        |  |             |                    |            |  |                 |                    |        |
|  |                   |        |  |  |                    |        |  |             |                    |            |  |                 |                    |        |
|  |                   |        |  |  |                    |        |  |             |                    |            |  | Finale 3° posto |                    |        |
|  |                   |        |  |  |                    |        |  |             |                    |            |  |                 |                    |        |
|  |                   |        |  |  |                    |        |  |             | Utah Stingers      | 3          |  | Team Freedom    | 1                  |        |
|  |                   |        |  |  |                    |        |  |             | Utah Stingers      | 3          |  | Team Freedom    | 1                  |        |
|  |                   |        |  |  |                    |        |  |             | Las Vegas Ramblers | 0          |  |                 | Las Vegas Ramblers | 3      |
|  |                   |        |  |  |                    |        |  |             | Las Vegas Ramblers | 0          |  |                 | Las Vegas Ramblers | 3      |
|  |                   |        |  |  | Las Vegas Ramblers | 3      |  |             |                    |            |  |                 |                    |        |
|  |                   |        |  |  | Las Vegas Ramblers | 3      |  |             |                    |            |  |                 |                    |        |
|  | Texas Tyrants     | 3      |  |  | Texas Tyrants      | 0      |  |             |                    |            |  |                 |                    |        |
|  | Texas Tyrants     | 3      |  |  | Texas Tyrants      | 0      |  |             |                    |            |  |                 |                    |        |
|  | Southern Exposure | 0      |  |  |                    |        |  |             |                    |            |  |                 |                    |        |
|  | Southern Exposure | 0      |  |  |                    |        |  |             |                    |            |  |                 |                    |        |

#### Ottavi di finale
| 7 novembre 2020 Utah Athletic Center, North Salt Lake Durata: ? - Spettatori: ? | Team Freedom  | 3 - 1 | LA Blaze          | 25-17, 15-25, 25-16, 25-22 |
| 7 novembre 2020 Utah Athletic Center, North Salt Lake Durata: ? - Spettatori: ? | Texas Tyrants | 3 - 0 | Southern Exposure | 25-23, 25-18, 25-16        |

#### Quarti di finale
| 8 novembre 2020 Utah Athletic Center, North Salt Lake Durata: ? - Spettatori: ? | Ontario Matadors   | 0 - 3 | Team Freedom  | 22-25, 19-25, 17-25 |
| 8 novembre 2020 Utah Athletic Center, North Salt Lake Durata: ? - Spettatori: ? | Las Vegas Ramblers | 3 - 0 | Texas Tyrants | 25-17, 25-17, 25-23 |

#### Semifinali
| 8 novembre 2020 Utah Athletic Center, North Salt Lake Durata: ? - Spettatori: ? | OC Stunners   | 3 - 2 | Team Freedom       | 25-27, 27-25, 26-24, 15-25, 15-9 |
| 8 novembre 2020 Utah Athletic Center, North Salt Lake Durata: ? - Spettatori: ? | Utah Stingers | 3 - 0 | Las Vegas Ramblers | 25-19, 25-23, 25-22              |

#### Finale 3º posto
| 9 novembre 2020 Utah Athletic Center, North Salt Lake Durata: ? - Spettatori: ? | Las Vegas Ramblers | 3 - 1 | Team Freedom | 25-20, 20-25, 25-18, 25-21 |

#### Finale
| 9 novembre 2020 Utah Athletic Center, North Salt Lake Durata: ? - Spettatori: ? | Utah Stingers | 3 - 1 | OC Stunners | 25-19, 21-25, 25-19, 25-18 |

## Premi individuali
| Premio                | Giocatore         | Squadra            |
| --------------------- | ----------------- | ------------------ |
| MVP                   | Jake Langlois     | Utah Stingers      |
| Miglior palleggiatore | Leo Durkin        | Utah Stingers      |
| Miglior opposto       | Ryan Mather       | Las Vegas Ramblers |
| Miglior schiacciatore | Jake Langlois     | Utah Stingers      |
| Miglior schiacciatore | Jared Jarvis      | OC Stunners        |
| Miglior centrale      | Nicholas Amado    | OC Stunners        |
| Miglior centrale      | Antwain Aguillard | Las Vegas Ramblers |
| Miglior libero        | Ryan Alu          | Texas Tyrants      |